# Argiope catenulata
Argiope catenulata — один з видів великих, яскраво забарвлених павуків роду Argiope. Отрута безпечна для людини. Природний ворог шкідників рисових полів. Поширений у Південній та Південно-Східній Азії від Індії до Філіппінів та Нової Гвінеї.

## Опис
Як і у всіх інших видів роду, задній ряд очей віднесений назад, самиця набагато більша за самця. 
Тіло самиці довжиною 9-13 мм. Хеліцери чорні, з жовтуватими крапками поблизу кігтика. Педипальпи жовтувато-бурі, з  багатьма щетинками та одним кігтиком на кінці. Черевце самиці на відміну від інших видів Argiope овальне, найширше в задній половині. Зверху на черевці малюнок з сірувато-білих та жовтих плям, частина з яких формує неповні білуваті поперечні смуги-перепаски. У поздовжньому напрямі посередині спинної поверхні черевця йде смуга світлих щетинок. На нижній поверхні черевця є характерна світло-жовта поперечна смуга, унікальна для виду. Павутинні бородавки чорні.
Самець значно дрібніший за самицю, 4-6 мм у довжину. Його тіло забарвлене у червонувато-брунатні тони. 

### Генетика
Хромосомний набір самиці складає 11 пар автосом та 2 X-хромосоми. Самці мають замість останніх X- та Y-хромосоми.

## Спосіб життя
Ловильну сітку плете у траві, часто серед рисових полів. Стабілімент на павутинні Х-подібний, відсутній у центрі.
Цикл від вилуплення з яйця до розмноження та смерті у Argiope catenulata триває 2-3 місяці. Дорослі самець і самиця деякий час живуть разом на павутинні. У теплу сонячну погоду вони ховаються у листі поблизу сітки, у хмарну самиця сидить в центрі плетива. Самиця відкладає 500-600 яєць до жовтувато-коричневого кокону, який розміщується прямо на ловильній сітці.

## Поширення
Поширений у Південній та Південно-Східній Азії. Відомий з Індії, Китаю, країн Індокитаю, Малайзії, Сінгапуру, Індонезії, Філіппінів, Нової Гвінеї. Зустрічається дуже часто в Індії та на Філіппінах. Один з 5 видів аргіоп Сінгапуру.

## Господарське значення
Argiope catenulata відмічено як один з найрозповсюдженіших видів павуків у агроценозі рисових полів на території Індії. Серед 94 інших видів ця аргіопа зустрічається частіше за інших. Дослідники розглядають її як важливу ланку біологічної боротьби з шкідниками рису. Зокрема у Камбоджі Argiope catenulata є природним ворогом рисової галиці Orseolia oryzae. На Філіппінах молоді незрілі павуки зустрічаються під час вегетативної фази розвитку рису, а дорослі - від появи квіткової стрілки до кінця цвітіння.